# مزرعة (سغز أباد)
مزرعة (بالإنجليزية: Mazraeh-ye Guherchinak)‏ هي مستوطنة تقع في إيران في قسم سغز أباد الريفي.